# Coupe olympique
La Coupe olympique est une récompense créée par Pierre de Coubertin en 1906 afin d'honorer ceux qui soutiennent le mouvement olympique.

## Récipiendaires  de la Coupe olympique
- 1906 : Touring Club de France
- 1907 : Régate royale de Henley

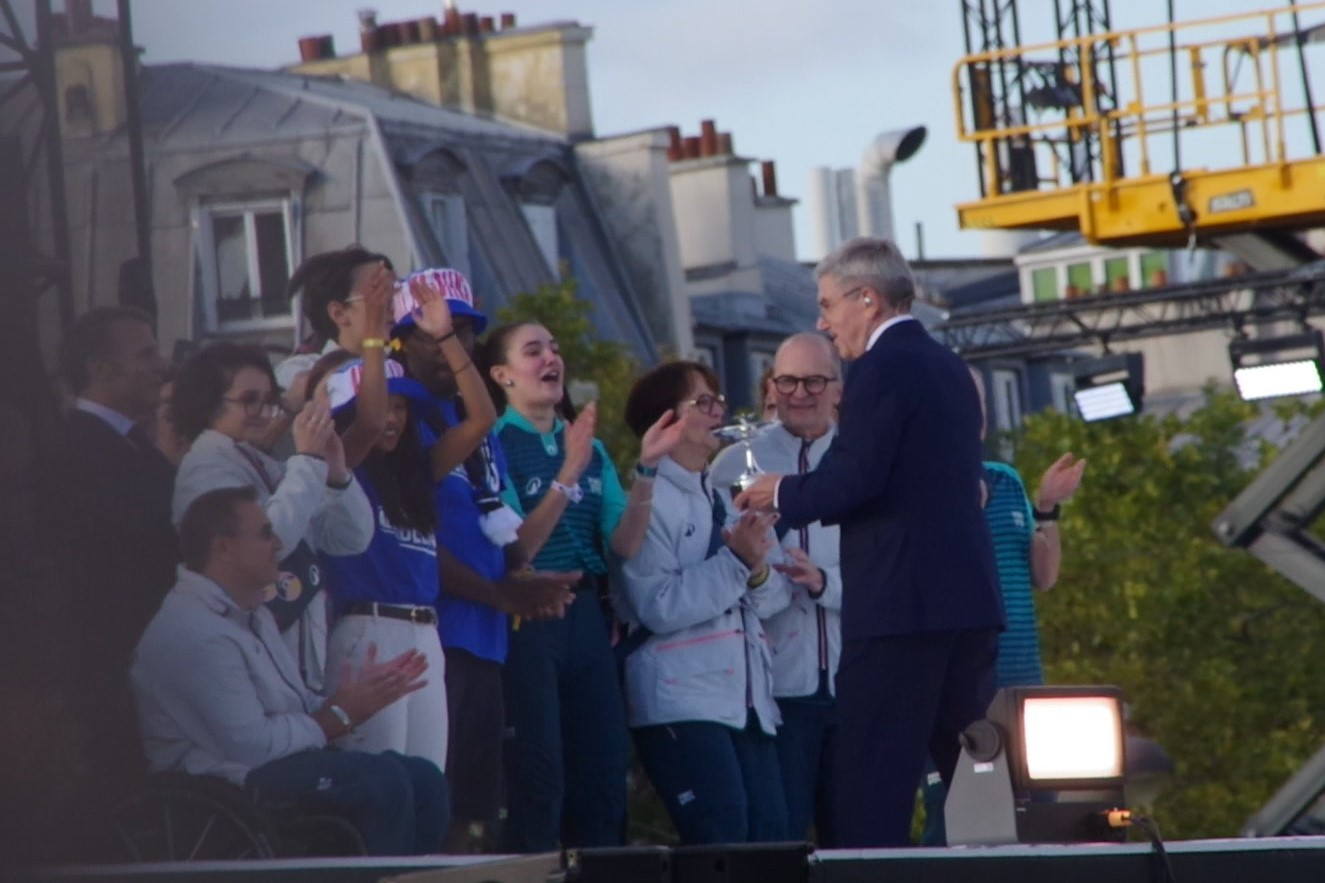
Remise de la coupe olympique au peuple français par Thomas Bach lors de la parade des champions le 14 septembre 2024

- 1908 : Sveriges Centralförening för Idrottens Främjande (Suède)
- 1909 : Deutsche Turnerschaft
- 1910 : Mouvement Sokol tchèque
- 1911 : Touring Club Italiano
- 1912 : Union des sociétés de gymnastique de France
- 1913 : Magyar Athletikai Club (Hongrie)
- 1914 : Amateur Athletic Union (États-Unis)
- 1915 : Rugby School
- 1916 : Confrérie Saint-Michel de Gand (Belgique)
- 1917 : Fédération royale néerlandaise de football
- 1918 : Equipes Sportives du Front Interallié
- 1919 : Institut Olympique de Lausanne
- 1920 : Y.M.C.A. Springfield College (États-Unis)
- 1921 : Fédération des sports du Danemark
- 1922 : Amateur Athletic Union of Canada
- 1923 : Associació Esportiva de Catalunya (Espagne)
- 1924 : Fédération gymnique et athlétique finlandaise
- 1925 : Comité national d'éducation physique de l'Uruguay
- 1926 : Fédération norvégienne de ski
- 1927 : Robert M. Thomson, président du Comité olympique des États-Unis
- 1928 : Junta Nacional Mexicana
- 1929 : Comité mondial YMCA
- 1930 : Association suisse de football
- 1931 : National Playing Fields Association (Royaume-Uni)
- 1932 : Deutsche Hochschule für Leibesübungen (Allemagne)
- 1933 : Fédération suisse de gymnastique
- 1934 : Œuvre nationale du temps libre (Italie)
- 1935 : National Recreation and Park Association (États-Unis)
- 1936 : Association hellénique d'athlétisme amateur
- 1937 : Fédération autrichienne de patinage
- 1938 : Königl. Akademie für Körpererziehung (Hongrie)
- 1939 : La force par la joie (Troisième Reich)
- 1940 : Svenska Gymnastik och Idrottsföreningarnas Riksförbund
- 1941 : Comité olympique de Finlande
- 1942 : William May Garland (Los Angeles)
- 1943 : Comité olympique argentin
- 1944 : Ville de Lausanne
- 1945 : Fédération norvégienne d'athlétisme
- 1946 : Comité olympique colombien
- 1947 : Sigfrid Edström, Président du CIO
- 1948 : Central Council of Physical Recreation (Royaume-Uni)
- 1949 : Fluminense Football Club
- 1950 : Comité olympique et interfédéral belge
- 1950 : New Zealand Olympic and British Empire Games Association
- 1951 : Académie des Sports à Paris
- 1952 : Ville d'Oslo
- 1953 : Ville d'Helsinki
- 1954 : Ecole fédérale de gymnastique et de sport (Suisse)
- 1955 : Comité d'organisation des Jeux d'Amérique centrale et des Caraïbes 1954
- 1955 : Comité d'organisation des Jeux panaméricains de 1955
- 1956 : non attribué
- 1957 : Fédération italienne des sports des Sourds
- 1958 : non attribué
- 1959 : Panathlon Italiano à Gênes
- 1960 : Centro Universitario Sportivo Italiano
- 1961 : Helms Hall Foundation à Los Angeles
- 1962 : Comité d'organisation des Jeux bolivariens 1961
- 1963 : Australian British Empire and Commonwealth Games Association
- 1964 : Comité de Californie du Sud d'organisation des Jeux olympiques à Los Angeles
- 1965 : Ville de Tokyo
- 1966 : Comité international des sports des Sourds
- 1967 : Jeux bolivariens
- 1968 : Population de Mexico
- 1969 : Comité national olympique polonais
- 1970 : Comité d'organisation des Jeux asiatiques de 1966 et 1970
- 1971 : Comité d'organisation des Jeux panaméricains de 1971
- 1972 : Comité national olympique turc
- 1972 : Ville de Sapporo
- 1973 : Population de Munich
- 1974 : Comité olympique bulgare
- 1975 : Comité national olympique italien
- 1976 : Czechoslovakian Physical Culture and Sports Federation
- 1977 : Comité national olympique de Côte d'Ivoire
- 1978 : Comité olympique hellénique
- 1979 : Comité d'organisation des Championnats du monde d'aviron 1978
- 1980 : Ginásio Clube Portugues
- 1981 : Confédération Suisse, International Olympic Academy
- 1982 : Racing Club de France
- 1983 : Comité olympique de Porto Rico
- 1984 : Comité d'organisation des Championnats du monde d'athlétisme 1983
- 1985 : Comité olympique chinois
- 1986 : Ville de Stuttgart
- 1988 : L'Équipe
- 1988 : Population de l'Australie
- 1989 : Ville de Seoul
- 1989 : La Gazzetta dello Sport
- 1990 : Panellinios Athletic Club d'Athènes
- 1991 : Comité olympique japonais
- 1992 : Département de la Savoie
- 1992 : Ville de Barcelone
- 1993 : Comité olympique monégasque
- 1994 : Comité national olympique et sportif français
- 1994 : Population de la Norvège
- 1995 : Comité olympique sud-coréen
- 1996 : Ville de Baden-Baden
- 1997 : non attribué
- 1998 : Population de Nagano
- 1999 : Organisation des Nations unies
- 2000 : Ville de Sydney
- 2001 : école primaire Kip Keino d'Eldoret
- 2002 : Population de Salt Lake City
- 2003 : Alinghi
- 2004 : Population d'Athènes[2]
- 2005 : Musée olympique de Lake Placid[3]
- 2006 : Population de Turin
- 2007 : non attribué
- 2008 : Population de Pékin[4]
- 2009 : non attribué
- 2010 : Population de Singapour[5]
- 2011 : Confédération des sports et comité olympique sud-africain et population de Durban
- 2012 : La population de Londres[6]
- 2013 : ?
- 2014 : ?
- 2015 : ?
- 2016 : La population de Rio de Janeiro
- 2017 : ?
- 2018 : L'Union mondiale des villes olympiques[7]
- 2019 : Le Haut-Commissariat des Nations Unies pour les réfugiés (HCR)[8]
- 2020 : La population de Lausanne et du Canton de Vaud[9]
- 2021 : L'organisation mondiale de la santé[10],[11]
- 2022 : La population de la République populaire de Chine[12]
- 2023 : Fondation humanitaire de taekwondo[13]
- 2024 : Le peuple Français[14],[15]